# Microsoft SharePoint
Microsoft SharePoint era una piattaforma software di Content Management System (CMS) sviluppata da Microsoft, ovvero un programma che girando lato server permette la creazione e distribuzione di particolari siti web principalmente ad uso aziendale (Intranet), ma che possono anche essere distribuiti in Rete e quindi essere utilizzati come normali siti web.

## Descrizione
Lo scopo del software è condividere informazioni e/o documenti in diversi modi. È possibile creare liste, repository documentali, calendari sincronizzati con Outlook e altro. SharePoint è completamente integrato con il pacchetto Microsoft Office e offre soluzioni come il "versionamento" dei documenti.
Dal momento che questi sono salvati su server, è possibile lavorare su di essi in collaborazione: due utenti, cioè, possono collegarsi da due posti differenti e visualizzare o lavorare sullo stesso documento. In base all'architettura del software, un solo utente alla volta può modificare un certo documento mentre più persone possono visualizzarlo in contemporanea. L'operazione di estrazione e blocco del documenti in lavorazione è definita estrai (in inglese check-out) mentre l'archiviazione e lo sblocco degli stessi si chiama archivia (in inglese check-in). Il blocco di un documento estratto riguarda solo la possibilità di modificarlo e serve infatti a impedire conflitti nelle modifiche.
L'autenticazione avviene inserendo un nome utente e password al momento del login. Questa procedura viene agevolata dal single sign on, che nell'ambito delle tecnologie Microsoft viene spesso inserito al momento dell'accensione del proprio PC. Il sistema si preoccuperà pertanto di autenticare automaticamente l'utente nei siti in cui dispone delle credenziali di accesso.

### Versioni
La prima versione del prodotto, nata con il nome in codice "Tahoe", è stata commercializzata nel 2001 con il nome Microsoft SharePoint Portal Server 2001.
Questo l'elenco completo e cronologico delle versioni del prodotto rilasciate a partire dal 2001:
- Microsoft SharePoint Portal Server 2001 e SharePoint Team Services
- Microsoft SharePoint Portal Server 2003 e Windows SharePoint Services 2.0 (WSS 2.0)
- Microsoft Office SharePoint Server 2007 (MOSS 2007) e Windows SharePoint Services 3.0 (WSS 3.0)
- Microsoft SharePoint Server 2010 (SPS 2010) e SharePoint Foundation 2010 (SPF 2010)
- Microsoft SharePoint Server 2013 (SPS 2013) e SharePoint Foundation 2013 (SPF 2013)
- Microsoft SharePoint Server 2016
- Microsoft SharePoint Server 2019
- Microsoft SharePoint Server Subscription Edition
- Microsoft SharePoint Online, parte di Microsoft 365

### Permessi
SharePoint gestisce un sistema di permessi per i propri elementi (Site Collection, Site, Lista/Repository, Pagina o Folder/Item). È possibile associare un permesso a ogni elemento, discriminando qualsiasi oggetto citato in precedenza. Ciò consente di creare particolari siti web in cui, a seconda del livello di autorizzazione del quale un utente è dotato, è concesso vedere o non vedere certi elementi specificandone la tipologia di accesso (se in sola lettura o in contribuzione).